# Дарсково (Славенський повіт)
Дарсково (пол. Darskowo) — село в Польщі, у гміні Малехово Славенського повіту Західнопоморського воєводства.
Населення — 72 особи (2011).
У 1975-1998 роках село належало до Кошалінського воєводства.

## Демографія
Демографічна структура станом на 31 березня 2011 року:
|          | Загалом | Допрацездатний вік | Працездатний вік | Постпрацездатний вік |
| -------- | ------- | ------------------ | ---------------- | -------------------- |
| Чоловіки | 32      | 9                  | 20               | 3                    |
| Жінки    | 40      | 13                 | 19               | 8                    |
| Разом    | 72      | 22                 | 39               | 11                   |